# دیوریوس
دیوریوس (به لاتین: Diorios) یک روستا در قبرس است که در ناحیه گیرنه واقع شده‌است.

## نگارخانه

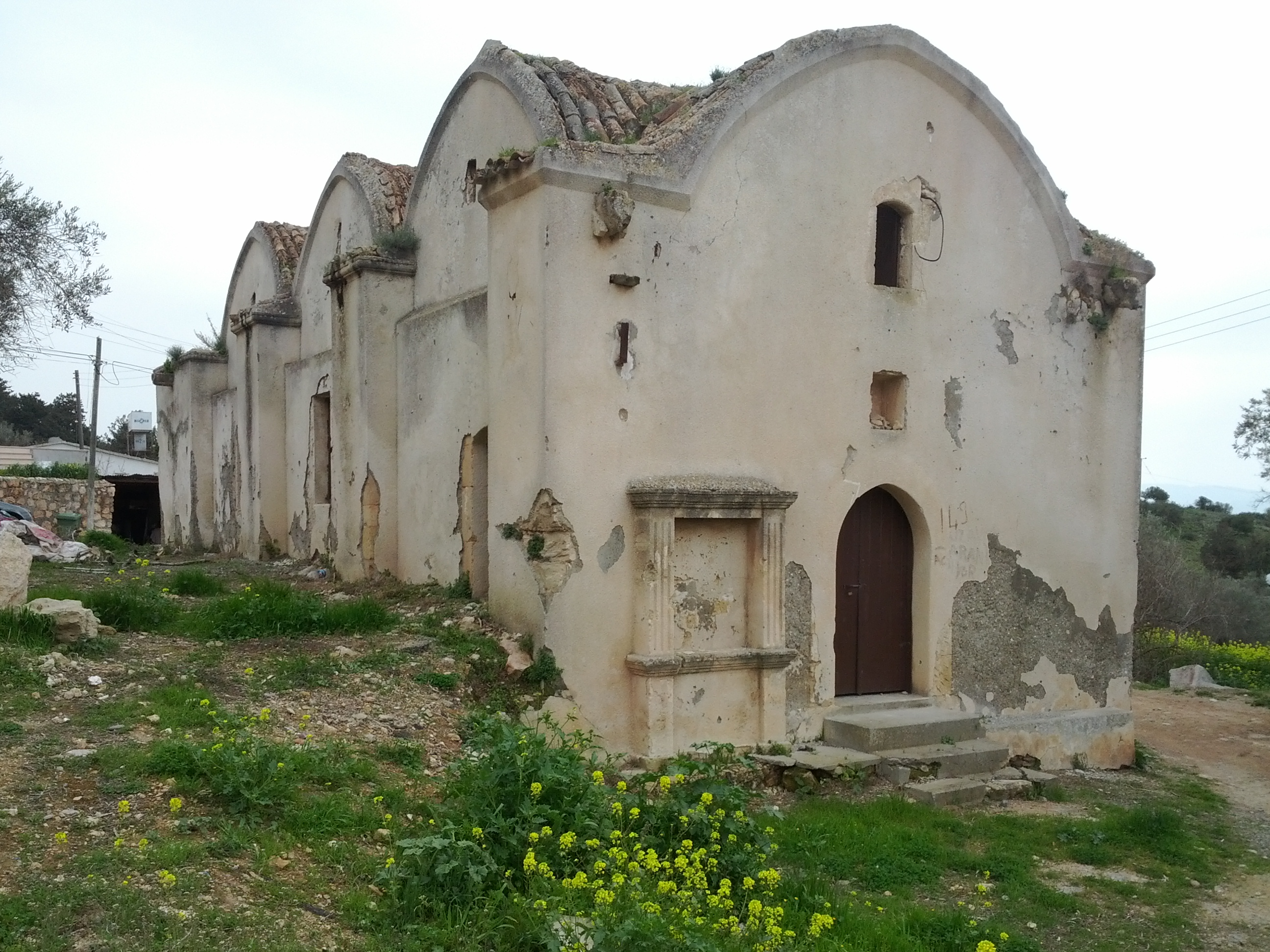
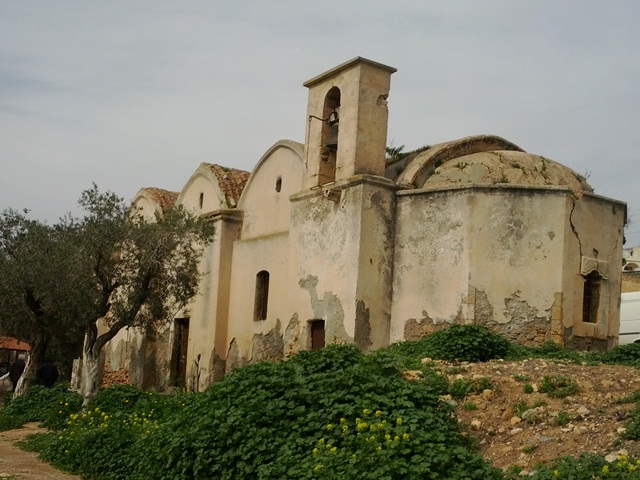
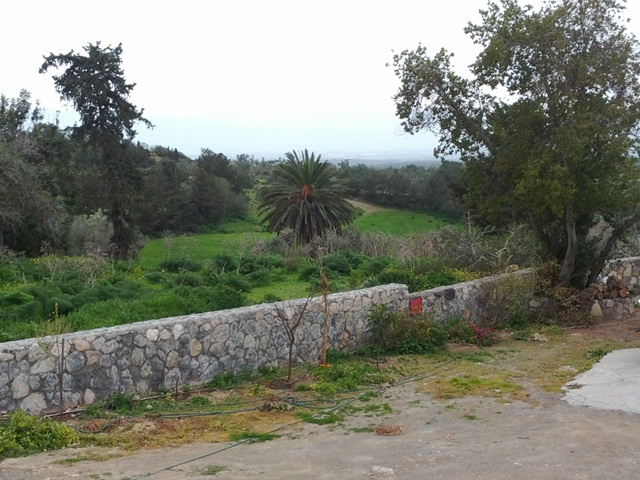
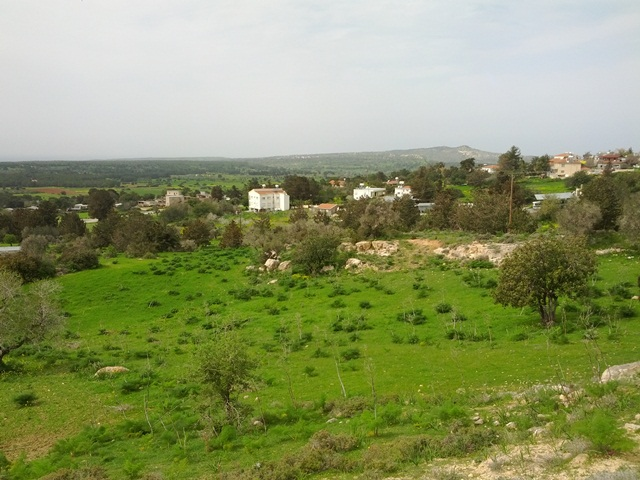
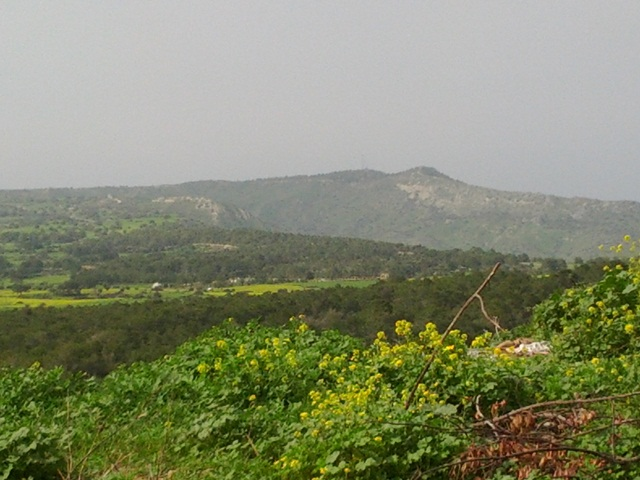

## خصوصیات
دیوریوس  ۷۹۸ نفر جمعیت دارد.